# Cinealta
CineAlta je název profesionálních digitálních filmových kamer od firmy Sony. Sony uvedlo tyto 35mm full frame kamery na trh v roce 1999. 

## Historie
Po skoro celou historii, filmový průmysl používal kinofilm jako své záznamové médium. S příchodem digitálního filmu přišlo i Sony v roce 1999 se svou novou řadou CineAlta kamer. Tyto kamery významně přispěly k posunu směrem k digitální produkci. V roce 2006 uvedla společnost Sony na trh první promítací systém digitálního kina na světě s rozlišením 4K, který zvýšil poptávku po vysoce kvalitním digitálním obsahu se zachováním rozlišení 4K. 
Sony proto navrhla nástroj pro záznam 4K – CineAltaTM. Kompletní obrazové systémy obsahující od senzorů, kvalitní objektivy, až po kodek, se kterými se Sony chlubí, že je s nimi možné zachytit obraz s maximální věrností. Tyto kamery využívají různé moderní technologie, jako je Super 35 mm snímač, širší dynamický rozsah a barevný gamut, vysoká citlivost a systémy pro vysokorychlostní záznam, takže filmaři mají spousty možností, jak mohou vyjádřit svou tvůrčí vizi.

## Formát
Nejnovější CineAlta kamery obsahují filmový snímač Full-frame s režimem Super35, vyměnitelnou jednotka snímače 8K nebo 6K, záznam RAW na novou generaci paměťových karet AXS, HDR dynamický rozsah 16 f-stop, široký barevný gamut BT.2020 a S-Gamut3 jako u F65 a F55, LUT/ACS-CDL přes Ethernet nebo WiFi. Zároveň se chlubí nižší hmotností a lepší vyváženou konstrukcí, než jejich starší předchůdci.

## Využití
CineAlta produkty se používají v kinematografii, ale postupem času se začínají dostávat i do broadcastového vysílání. 4K živá produkce se dokonce i v roce 2013 testovala na 2013 FIFA Confederations Cup.
Mezi nejznámější filmové či seriálové počiny natočené na CineAlta kamery patří například;
- Star Wars: Episode II – Attack of the Clones (2002),
- Spy Kids 2: Island of Lost Dreams (2002),
- Star Wars: Episode III – Revenge of the Sith (2005),
- How I Met Your Mother (2005),
- Mission: Impossible III (2006),
- Gympl (2007),
- Modern Family (2009),
- The Big Bang Theory, (2007)
- The Office (2005),
- The Vampire Diaries (2009),
- Avatar (2009),
- The Chronicles of Narnia: The Voyage of the Dawn Treader (2010),
- Alice in Wonderland (2010),
- Apollo 18 (2011),
- 2 Broke Girls (2011),
- Transformers: Dark of the Moon (2011),
- The Last Fall (2012),
- Ted (2012),
- Mirror Mirror (2012),
- After Earth (2013),
- Oblivion (2013),
- The Blacklist (2013),
- The Smurfs 2 (2013),
- About Last Night (2014),
- Ted 2 (2015),
- Furious 7 (2015),
- Sex Education (2019),
- Top Gun: Maverick (2022),
- Mission Impossible – Dead Reckoning Part One (2023),

a mnoho dalších.

## CineAlta kamery
Mezi nejstarší modely CineAlta kamer patří HDW-F900, vydaná v roce 2000, HDC-F950, z roku 2003, nebo PDW-F350/F330, z roku 2006. Tyto modely již nejsou v prodeji, ale spousta z nich lze stále najít a zakoupit z druhé ruky. Modely, které jsou stále k 1.1.2024 k dostání od originálního prodejce Sony jsou modely VENICE, vydaná na trh v roce 2017, VENICE 2, z roku 2021, a nejnovější model BURANO, vydaný v roce 2023. CineAlta celkově od roku 1999 vydala na trh přes 15 modelů této značky.